# Алечский ледник
А́лечский ледни́к (нем. Aletschgletscher; Большо́й А́лечский ледни́к, Гроссер-Алечглетчер, нем. Grosser Aletschgletscher; устар. Алечский глетчер) — ледник, расположенный на южном склоне Бернских Альп в Швейцарии.
Алеч — самый большой ледник в Альпах, покрывает площадь 86,63 км² (по состоянию на 1973 год), а с учётом площади четырёх фирновых бассейнов, питающих его — около 117,6 км² (по состоянию на 2002 год).
Ледник примечателен тем, что, спускаясь по склонам в долину, создал каньон, чем-то похожий на рукотворную дорогу.
Общая протяжённость ледника Алеч составляет около 24 километров.
В декабре 2001 года Большой Алечский ледник был включён ЮНЕСКО в список Всемирного наследия в составе региона Юнгфрау-Алеч-Бичхорн.